# 鈴木廣告
株式会社電広システムズ（でんこうしすてむず）は、大阪府大阪市阿倍野区に本社を置く電柱広告の広告代理店である。1956年創業。

## 会社概要
戦前、大阪市の電柱広告の入札に参加していた合資会社から鈴木伊蔵が、1946年に鈴木広陽社（後の株式会社電広システムズ）として大阪市阿倍野区で創業。
1956年鈴木廣告株式会社へ商号変更。以来大阪府、兵庫県、和歌山県、奈良県、滋賀県、福井県（一部）、三重県（一部）を商圏に、電柱広告の営業を行う。
関西電力・NTTの電柱広告の販売認可の指定を受けている少数の広告代理店の1社。中でも同社は創業以来の電柱広告専業店。経営陣の刷新が行われ、2020年に株式会社電広システムズへ商号変更。経営資源の最適化によるサービスの向上・継承を目指し事業譲渡を行う。